# Carex pandanophylla
Carex pandanophylla är en halvgräsart som beskrevs av Charles Baron Clarke. Carex pandanophylla ingår i släktet starrar, och familjen halvgräs.
Artens utbredningsområde är Burma. Inga underarter finns listade i Catalogue of Life.